# International Opera Awards

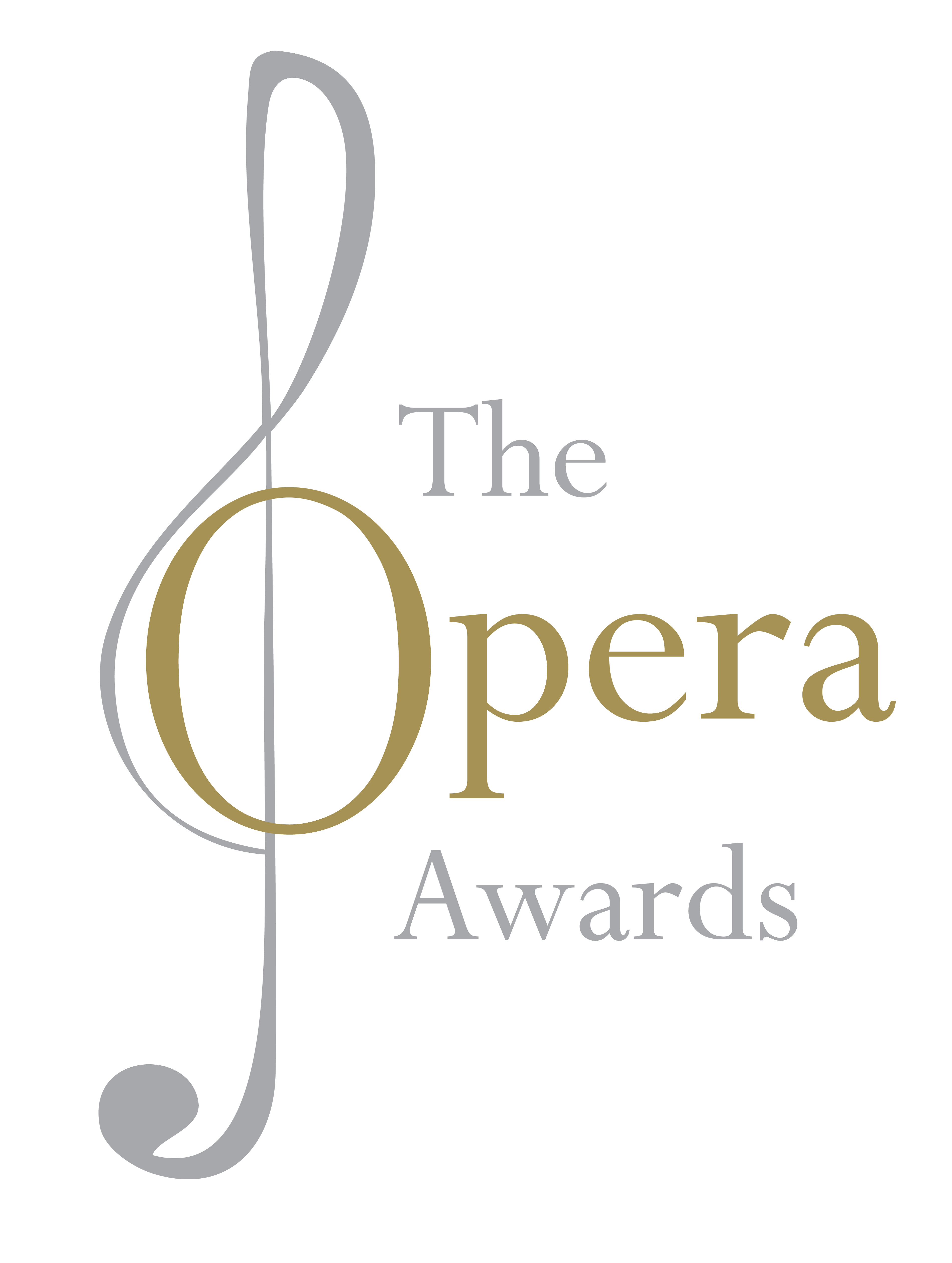
Logo des International Opera Awards

Der International Opera Awards wurde im Jahr 2013 von Harry Hyman, einem britischen Geschäftsmann und Opernförderer, und John Allison, dem Herausgeber der Zeitschrift Opera, gestiftet.

## Ziel, Stipendien und Feierlichkeiten
Ziel der Veranstaltung ist es, herausragende Opernleistungen sowie die internationale Oper zu fördern. Es gibt zwar bei anderen breiter angelegten künstlerischen Preisverleihungen eine Reihe von Einzelpreisen, die an Opernproduktionen und Opernsänger vergeben werden, jedoch keine dedizierte Preisveranstaltung für die Oper selbst.
Stipendien werden an aufstrebende Künstler aus dem Opernbereich vergeben. Die Opera Awards Foundation wurde eingerichtet, um aufstrebende Talente aus dem Opernbereich zu unterstützen. Ein fester Prozentsatz der Preisgelder geht an diese Stiftung. Es gibt 20 verschiedene Preiskategorien, für die Künstler nominiert werden können, und es gibt eine engere Auswahl von Finalisten, die vor der Preisverleihung bekannt gegeben werden.
Die Abschlusszeremonie der ersten International Opera Awards fand am Montag, den 22. April 2013 in London im Hilton Hotel statt.
Aufgrund der COVID-19-Pandemie wurde die ursprünglich für 2020 geplante Verleihung mehrfach verschoben, die Preisträger wurden schließlich am 10. Mai 2021 bekanntgegeben (International Opera Awards 2021).
Die Verleihung 2022 fand im Teatro Real in Madrid und damit erstmals nicht in Großbritannien statt.